# Gare de Selsbakk
La gare de Selsbakk est une gare ferroviaire norvégienne de la ligne de Dovre située dans la commune de Trondheim. 
La gare se situe à 546,44 km d'Oslo et à 6,43 km de Trondheim.

## Situation ferroviaire
La gare de Selsbakk est située entre les gares ouvertes de Heimdal et Marienborg.

## Histoire
Elle fut ouverte en 1890. Une nouvelle gare fut construite en 1919, un peu plus au nord, lorsque les rails furent changés afin d'avoir un écartement standard. La nouvelle gare, mise en service le 3 septembre 1919 est fermée depuis 1965. Si elle a toujours officiellement le statut de gare, son fonctionnement ressemble bien plus à une halte ferroviaire,.

## Service des voyageurs

### Accueil
La gare n'a ni salle d'attente ni automates mais un parking de 5 places et une aubette.

### Desserte
La gare est desservie par quelques train locaux (environ 4 par jour et par sens de direction) mais sert principalement d'évitement.
Les trains locaux relient : Røros à Rotvoll.

### Intermodalité
Des bus se trouvent à proximité de la gare.